# Quaternary Research
Quaternary Research (nach ISO 4 abgekürzt Quat. Res.) ist eine seit 1970 erscheinende begutachtete wissenschaftliche Fachzeitschrift, die von Cambridge University Press herausgegeben wird. Chefredakteure sind Derek B. Booth, Nicholas Lancaster und Lewis A. Owen.
Die Zeitschrift ist interdisziplinär ausgerichtet und publiziert originäre Forschungsarbeiten zu einer Vielzahl von Themen der Quartärforschung. Zu den abgedeckten Forschungsdisziplinen zählen unter anderem  Archäologie und Geologie samt ihren Subdisziplinen, Glaziologie, Paläobotanik, Paläoökologie und Paläoklimatologie, Paläontologie und Vulkanologie.
Der Impact Factor lag im Jahr 2020 bei 2,31.